# Brevik, Norge
Brevik är en stad i Porsgrunns kommun i Telemark fylke i södra Norge. Stadens bebyggelse räknas numera som en del av den sammanhängande tätorten Porsgrunn/Skien. Den var en egen kommun till 1964 och är vänort till Falkenbergs kommun i Sverige, liksom Fåborg i Danmark. Sjöfarten har varit av stor betydelse för staden. 
Sjöhjälten Cort Sivertsen Adeler föddes i Brevik.

Breviks kommunvapen från 1954.